# Maeda Toshiie
En aquest nom japonès, el cognom és Maeda.
Maeda Toshiie (japonès: 前田利家)  (Nagoya, 15 de gener de 1538 - 27 d'abril de 1599) fou un dels principals generals d'Oda Nobunaga des del període Sengoku del segle xvi fins al període Azuchi-Momoyama. El rang més alt que va rebre a la cort va ser el de Dainagon o Gran Conseller.

## Biografia
Va néixer a la província d'Owari com el quart fill del samurai Maeda Toshimasa. Toshiie va servir el clan Oda des de la seva infància i la seva lleialtat va ser recompensada en permetre-li ser el líder del clan Maeda, distinció inusual per al quart fill d'una família especialment quan els seus germans grans no tenien defectes notables. Es creu que es va fer amic de Kinoshita Tokichiro, més tard conegut com a Toyotomi Hideyoshi, en la seva joventut.
Així com Hideyoshi era conegut com a Saru, 猴 o "mico", es diu que Toshiie era anomenat Inu, 犬 o "gos" per Oda Nobunaga. A causa de la creença que els gossos i els micos no són amigables entre si, Toshiie és sovint representat com auster i honest en contrast amb la naturalesa loquaç i despreocupada d'Hideyoshi.
Toshiie va començar la seva carrera militar com a membre de la akahoro-shū (赤 母 衣 衆), la unitat sota el comandament personal de Nobunaga. Després es va convertir en capità d'infanteria (ashigaru Taishō 足 軽 大将) a l'exèrcit del clan Oda. Durant la seva carrera, Toshiie va conèixer moltes figures importants, com Sassa Narimasa, Akechi Mitsuhide i Takayama Ukon, entre d'altres. També era rival de Tokugawa Ieyasu. Després de derrotar el Clan Asakura, Maeda va lluitar al costat de Shibata Katsuie a la regió de Hokuriku. Eventualment se li va lliurar un feu que comprenia les províncies de Noto i província de Kaga; aquesta última província, malgrat la seva petita grandària, era altament productiva.
Després de l'assassinat de Nobunaga al Temple Honnō per Akechi Mitsuhide i la subsegüent derrota de Mitsuhide a mans de Hideyoshi Toyotomi, va lluitar contra aquest últim sota el comandament de Shibata Katsuie en la batalla de Shizugatake. Quan Shibata va ser vençut, Toshiie va passar al servei de Hideyoshi i es va convertir en un dels seus principals generals.
Hideyoshi, abans de la seva mort el 1598, va nomenar Toshiie com a part del consell dels Cinc Regents perquè cuidés el seu Toyotomi Hideyori fins que fos prou gran per poder encarregar-se del govern per si sol. No obstant això, Toshiie va morir tot just un any després del seu nomenament, i va ser substituït pel seu fill Toshinaga.